# Lynge-Kronborgs härad

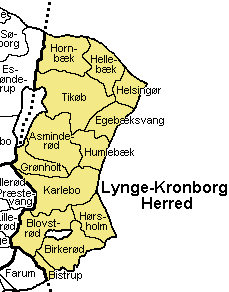
Karta med Lynge-Kronborgs härad markerat i gult.

Lynge-Kronborgs härad var ett härad (danska: herred) i dåvarande Frederiksborg amt på Nordsjälland i Danmark. Häradet hade en yta av 314,75 kvadratkilometer.